# Sten Drakenberg
Sten Adalrik Drakenberg, född den 1 november 1861, död den 26 februari 1946, var en svensk militär, gymnast och fäktare. Han var son till Sten Johan Drakenberg samt farbror till Hans Drakenberg.
Drakenberg blev officer 1881 och utexaminerades från Gymnastiska centralinstitutet 1886. Han blev gymnastiklärare vid Beskowska skolan i Stockholm 1888 och extralärare vid Gymnastiska centralinstitutet 1890 samt lärare i militärgymnastik 1904. År 1909 blev Drakenberg överlärare och var föreståndare för institutet 1924–1927. Han blev kapten 1899, major i armén 1909 och överstelöjtnant i armén 1918 samt samma år sekreterare i Patriotiska sällskapet. Drakenberg var ledare för 1915–1918 års kommitté för omorganisationen av Gymnastiska centralinstitutet och tillhörde 1924–1926 års sakkunniga, som i nämnda syfta tillkallats inom Ecklesiastikdepartementet. Drakenberg redigerade också Kungliga Gymnastiska centralinstitutets historia 1813-1913 (1913) och utgav tillsammans med Carl Hjorth Handledning i florettfäktning (1910).
Drakenberg var även en av grundarna till Sveriges äldsta fäktklubb: Föreningen för Fäktkonstens Främjande. Tillsammans med Emil Fick lade han i början av 1900-talet grunden för den organiserade svenska fäktningen.